# 哈阿諾島

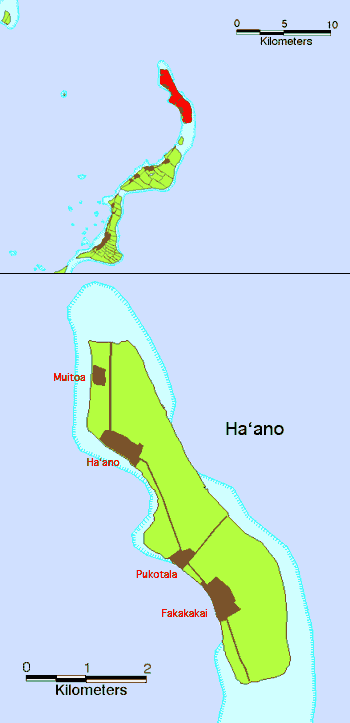
（上）哈阿諾島在哈派群島的位置；（下）哈阿諾島地圖

哈阿諾島是太平洋島國湯加的島嶼，屬於哈派群島的一部分，南面有福阿島和利富卡島，面積6.58平方公里，該島西岸有4个村落，2006年人口477人。
19°41′S 174°17′W / 19.683°S 174.283°W